# بابا ركن الدين شيرازي
مسعود بن عبد الله البيضاوي (بالفارسية: مسعود بن عبدالله بیضایی) المعروف أكثر باسم بابا ركن الدين الشيرازي (توفي 1367 أو 1368) كان متصوفًا صوفيًا من القرن الرابع عشر ومن أتباع ابن عربي.

## السيرة
كان مسعود بن عبد الله مهتمًا بالتصوف منذ طفولته. وفي نهاية المطاف درس وتعلم الصوفية وبدأ رحلته في التصوف في سن مبكرة. درس أصول التصوف عند عبد الرزاق الكاشاني. ثم درس فصوص الحكم لابن عربي عند داود القيصري بمساعدة النعمان الخوارزمي. وفي شبابه كتب العديد من الأعمال في التصوف والمعرفة العلمية، مثل شرح وتفسير فصوص الحكم.

## الأعمال
بعض من أشهر أعماله:
- نص الخصوص في ترجمة الفصوص:[7] شرح وتفسير على فصوص الحكم لابن عربي. وقد أعيد طبعه في عام 1980 من دار نشر طهران.
- كشف الدر في نظام الدر: شرح الطائية الكبرى لابن فريد. هذا العمل موجود بشكل مخطوط، وهو محفوظ في المكتبات الوطنية في إيران.

## الضريح
له ضريح مشهور باسمه في أصفهان.

## طالع أيضًا
- ابن عربي
- قائمة أولياء الصوفية[الإنجليزية]